# Generation Orbit Launch Services
Generation Orbit Launch Services, Inc. (GO) é uma empresa aeroespacial dedicada ao desenvolvimento de um sistema de lançamento de nanossatélite que utiliza uma abordagem de lançamento aéreo. A GO foi fundada em abril de 2011 e está sediada em Atlanta, Geórgia.

## Visão geral
A Generation Orbit (GO), está atualmente desenvolvendo um sistema lançamento especificamente para nanossatélites. A GO competiu em 2013 na NewSpace Business Plan Competition (BPC), ganhando o primeiro lugar e o prêmio de US $ 100.000. O BPC foi administrado pela Space Frontier Foundation e realizado na Universidade de Stanford. Em setembro de 2013, a GO foi selecionado pela NASA com um contrato Enabling eXploration and Technology (NEXT), com um prêmio de US $ 2,1 milhões. De acordo com a NEXT, a vai lançar um grupo de três cargas compostas por CubeSat 3U a uma órbita de 425 km. O lançamento está previsto para ocorrer em 2016.

## Veículos de lançamento

### GOLauncher 1
O GOLauncher 1 é um veículo lançador de estágio único em desenvolvimento para voo sub-orbital. Seu objetivo é proporcionar o acesso a altitudes elevadas com microgravidade.

### GOLauncher 2
O GOLauncher 2 é um foguete de dois estágios para voo orbital. Através da combinação de um jato executivo com estágios de foguetes descartáveis, o GOLauncher 2 será capaz de colocar pequenas cargas de até 45 kg em órbita terrestre baixa.